# Filip Oršula
Filip Oršula (Sebedražie, 25 februari 1993) is een Slowaaks voetballer die als aanvaller speelt.

## Clubcarrière
Hij speelde onder meer in de jeugd bij Manchester City en FC Twente voor hij in 2012 bij Wigan Athletic kwam. Daar brak hij niet door en in de zomer van 2013 was hij op proef bij N.E.C. voor hij bij MSV Duisburg een contract tekende. Daar maakte hij zijn profdebuut maar in februari 2014 maakte hij de overstap naar Spartak Myjava. Vanaf begin 2015 speelt hij voor ŠK Slovan Bratislava. In 2018 ging hij naar FC Slovan Liberec. In 2019 kwam hij voor Spartak Trnava uit en in 2020 ging hij naar het Georgische Dinamo Tbilisi. Oršula kwam in zes competitiewedstrijden in actie en werd met zijn club Georgisch landskampioen. Hierna liep zijn contract af.

## Interlandcarrière
Op 12 januari 2017 debuteerde Oršula voor het Slowaaks voetbalelftal in een vriendschappelijke wedstrijd tegen Zweden (6-0 nederlaag) die gespeeld werd in de Verenigde Arabische Emiraten als invaller na 60 minuten voor Dávid Guba.